# عادل عبد الله با سليمان
عادل عبد الله با سليمان (مواليد 6 يونيو 1982) لاعب كرة قدم إماراتي يجيد اللعب في الظهير الأيسر .
لعب سابقاً مع أندية حتا والظفرة و الوحدة وعجمان .

## روابط خارجية
- عادل عبد الله با سليمان على موقع Soccerway.com (الإنجليزية)